# Aglaonice deldonalis
Aglaonice deldonalis är en fjärilsart som beskrevs av Walker 1859. Aglaonice deldonalis ingår i släktet Aglaonice och familjen nattflyn. Inga underarter finns listade i Catalogue of Life.